# Gegenes perobscura
Gegenes perobscura is een vlinder uit de familie van de dikkopjes (Hesperiidae). De soort is voor het eerst wetenschappelijk beschreven als Parnara perobscura door Hamilton Herbert Druce in een publicatie uit 1912.
De soort komt voor in tropisch Afrika waaronder Senegal, Gambia, Guinee, Sierra Leone, Liberia, Ivoorkust, Ghana, Togo, Benin, Nigeria, Sao Tome en Principe, Gabon, Angola, Centraal-Afrikaanse Republiek, Congo-Kinshasa, Zuid-Soedan, Oeganda, Rwanda, Ethiopië, Kenia, Tanzania, Malawi, Zambia en Mozambique.